# 茨卡爾圖博市鎮
茨卡爾圖博市鎮，是格魯吉亞中部伊梅雷蒂大区的市镇，行政中心为茨卡爾圖博。市镇面積为707,5平方公里，2014年人口数量为56,883人，人口密度每平方公里80,4人。